# Ju-on: The Beginning of the End
Pour plus de détails, voir Fiche technique et Distribution.
Ju-on: The Beginning of the End (呪怨: 終わりの始まり, Ju-on: Owari no hajimari) est un film d'horreur japonais de Masayuki Ochiai, sorti en 2014.
L’histoire nous entraîne aux côtés de Yui, une institutrice qui se rend au domicile de Toshio Saeki, un élève qui a été absent pendant une longue période. Quand elle arrive, elle est forcée de revivre les événements horribles qui se sont produits chez la famille Saeki dix ans plus tôt. Une boîte en carton, laissée dans un placard, détient la clé pour révéler une vérité longtemps cachée.

## Synopsis
En 1995, à Tokyo, après avoir reçu un signalement d'éventuel abus sur les enfants dans la maison de Yamaga, les autorités et l'institutrice du fils de la famille, Toshio, ont fouillé la demeure et trouvé Toshio mort dans le placard de sa chambre.
Neuf ans plus tard, un groupe d'élèves du secondaire : Nanami, Yayoi, Aoi et Rina, visitent l'ancienne maison Yamaga, maintenant mise en vente par la sœur aînée d'Aoi. Nanami est poussée à entrer en raison de rumeurs selon lesquelles la maison serait hantée. Tandis que les autres trouvent sur eux des dessins représentant des morts horribles et rient, Nanami entend un bruit et aperçoit un liquide noir. Elle essaie de s'échapper mais Toshio l'attrape. Ignorant leur amie, ses amis s'enfuient de la demeure. Yayoi est ensuite tué par Toshio à l'infirmerie. Nanami et Aoi trouvent que Rina est devenue folle depuis la visite de la maison. Rina est ensuite également tuée par Toshio devant le réfrigérateur. Le beau-frère d'Aoi, Kyosuke, est préoccupé par le fait qu'Aoi ait visité la maison. Dans la salle de bains, Toshio tue Aoi en lui arrachant la mâchoire et en la laissant à sa sœur. Nanami est terrorisée par ses amis morts dans un train avant d'être traînée et tuée hors écran. Pendant ce temps, la sœur d'Aoi vend la maison à un couple nommé Takeo et Kayako Saeki .
Dix ans plus tard, une professeur d'école élémentaire, Yui Shono, est chargée de remplacer M. Konishi comme professeur principal. Elle est inquiète lorsqu'elle constate qu'un élève, Toshio Saeki, est absent depuis une semaine et décide de lui rendre visite chez lui. Elle rencontre la mère de Toshio, Kayako, qui agit étrangement, et trouve le placard de la chambre scellé avec du ruban adhésif. Yui est dérangée par le comportement étrange de Kayako et part précipitamment de la maison. Elle est informée le lendemain que M. Konishi est décédé. Elle a des hallucinations de Toshio et trouve le journal de Kayako. Son petit ami, Naoto Miyakoshi, lit le journal, qui révèle que Kayako, qui ne pouvait pas avoir d'enfants avec Takeo, est tombée enceinte lorsqu'un garçon en blanc l'a "touchée" dans un rêve. Il rencontre le veuf Kyosuke, qui s'enquiert de la malédiction qui a coûté la vie à sa femme et à sa sœur, et découvre que Toshio Yamaga et Toshio Saeki ne sont qu'un seul et même être. Naoto est plus tard tué par Kayako lorsque Kayako lui brise le cou dans le sens des aiguilles d'une montre.
Yui, après s'être rétablie, retourne à la maison des Saeki pour se venger de Kayako, ouvre le placard de la chambre de Toshio, et découvre une boîte de cassettes vidéo qui racontent la vie de la famille Saeki. Une cassette révèle que Kayako est effectivement tombée enceinte non pas de Takeo, mais de l'esprit de Toshio Yamaga. Yui a des flashbacks de Takeo assassinant Kayako après avoir découvert qu'il n'était pas le père biologique de Toshio. Elle trouve le corps de Kayako, qui rampe vers elle, puis est coincée par Kayako et Toshio. Soudain, elle se réveille dans son appartement. Elle se rend dans le salon, pour trouver Naoto, le cou brisé, marchant vers elle, en poussant le cri de Kayako, et Toshio assis sur la table de la cuisine. Le sort de Yui est incertain, mais tout laisse penser que la malédiction l'a finalement consumée.

## Fiche technique
- Titre original : 呪怨: 終わりの始まり (Ju-on: Owari no hajimari)
- Titre international : Ju-on: The Beginning of the End
- Réalisation : Masayuki Ochiai
- Scénario : Masayuki Ochiai, Takashige Ichise
- Direction artistique : ?
- Décors : ?
- Costumes : ?
- Photographie : ?
- Son : ?
- Montage : ?
- Musique : ?
- Production : Takashige Ichinose
- Société de production : ?
- Sociétés de distribution : ?
- Budget : ?
- Pays d’origine : Japon
- Langue originale : japonais
- Format : couleur
- Genre : horreur
- Durée : 91 minutes
- Date de sortie :
  -  Japon : 28 juin 2014
- Licence : ?
- Classification : ?

## Distribution
- Shō Aoyagi : Naoto Miyakoshi
- Yoshihiko Hakamada : ?
- Yasuhito Hida : Takeo Saeki
- Miho Kanazawa : Rina
- Kai Kobayashi : Toshio Saeki
- Yuina Kuroshima : Yayoi
- Daiki Miyagi : ?
- Misaki Saisho : Kayako Saeki
- Nozomi Sasaki : Yui Ikuno
- Haori Takahashi : Aoi
- Reina Triendl : Nanami

## Sortie DVD
À ce jour, le film n'a pas été édité en DVD en France, ni ceux de Ju-on: White Ghost / Black Ghost et de Ju-on: The Final Curse.